# Brezik (gmina Kalesija)
Brezik – wieś w Bośni i Hercegowinie, w Federacji Bośni i Hercegowiny, w kantonie tuzlańskim, w gminie Kalesija. W 2013 roku liczyła 51 mieszkańców, z czego większość stanowili Serbowie.